# Liste des membres de la 11e Chambre des communes d'Irlande du Nord
 (mai 2023).
Voici une liste des Membres du Parlement élus lors des élections générales de 1965 en Irlande du Nord. Les élections à la 11e Chambre des communes d'Irlande du Nord ont eu lieu le 25 novembre 1965.
Tous les membres de la Chambre des communes d'Irlande du Nord élus aux élections générales de 1965 sont répertoriés.

## Membres
| Nom                      | Circonscription      | Parti | Parti               |
| ------------------------ | -------------------- | ----- | ------------------- |
| Austin Ardill            | Carrick              |       | Ulster Unionist     |
| Desmond Boal             | Belfast Shankill     |       | Ulster Unionist     |
| Tom Boyd                 | Belfast Pottinger    |       | NI Labour           |
| Roy Bradford             | Belfast Victoria     |       | Ulster Unionist     |
| John Joseph Brennan      | Belfast Central      |       | National Democratic |
| Basil Brooke             | Lisnaskea            |       | Ulster Unionist     |
| Joseph Burns             | North Londonderry    |       | Ulster Unionist     |
| John Carron              | South Fermanagh      |       | Nationalist         |
| James Chichester-Clark   | South Londonderry    |       | Ulster Unionist     |
| Joseph Connellan         | South Down           |       | Nationalist         |
| William Craig            | Larne                |       | Ulster Unionist     |
| Austin Currie            | East Tyrone          |       | Nationalist         |
| Harry Diamond            | Belfast Falls        |       | Republican Labour   |
| John Dobson              | West Down            |       | Ulster Unionist     |
| Brian Faulkner           | East Down            |       | Ulster Unionist     |
| Gerry Fitt               | Belfast Dock         |       | Republican Labour   |
| William Fitzsimmons      | Belfast Duncairn     |       | Ulster Unionist     |
| Patrick Gormley          | Mid Londonderry      |       | Nationalist         |
| Thomas Gormley           | Mid Tyrone           |       | Nationalist         |
| Isaac Hawthorne          | Central Armagh       |       | Ulster Unionist     |
| William Hinds            | Belfast Willowfield  |       | Ulster Unionist     |
| Edward Warburton Jones   | City of Londonderry  |       | Ulster Unionist     |
| Basil Kelly              | Mid Down             |       | Ulster Unionist     |
| William Kennedy          | Belfast Cromac       |       | Ulster Unionist     |
| Herbert Victor Kirk      | Belfast Windsor      |       | Ulster Unionist     |
| William Long             | Ards                 |       | Ulster Unionist     |
| Thomas Lyons             | North Tyrone         |       | Ulster Unionist     |
| Elizabeth Maconachie     | Queen's University   |       | Ulster Unionist     |
| Samuel Magowan           | Iveagh               |       | Ulster Unionist     |
| Eddie McAteer            | Foyle                |       | Nationalist         |
| Ian McClure              | Queen's University   |       | Ulster Unionist     |
| Brian McConnell          | South Antrim         |       | Ulster Unionist     |
| Dinah McNabb             | North Armagh         |       | Ulster Unionist     |
| John McQuade             | Belfast Woodvale     |       | Ulster Unionist     |
| Nat Minford              | Antrim               |       | Ulster Unionist     |
| William James Morgan     | Belfast Clifton      |       | Ulster Unionist     |
| Sheelagh Murnaghan       | Queen's University   |       | Ulster Unionist     |
| Ivan Neill               | Belfast Ballynafeigh |       | Ulster Unionist     |
| Robert Samuel Nixon      | North Down           |       | Ulster Unionist     |
| Roderick O'Connor        | West Tyrone          |       | Nationalist         |
| Phelim O'Neill           | North Antrim         |       | Ulster Unionist     |
| Terence O'Neill          | Bannside             |       | Ulster Unionist     |
| James O'Reilly           | Mourne               |       | Nationalist         |
| Edward George Richardson | South Armagh         |       | Nationalist         |
| Walter Scott             | Belfast Bloomfield   |       | Ulster Unionist     |
| Robert Simpson           | Mid Antrim           |       | Ulster Unionist     |
| Vivian Simpson           | Belfast Oldpark      |       | NI Labour           |
| Charles Stewart          | Queen's University   |       | Indépendant         |
| Norman Stronge           | Mid Armagh           |       | Ulster Unionist     |
| John Taylor              | South Tyrone         |       | Ulster Unionist     |
| John Warnock             | Belfast St Anne's    |       | Ulster Unionist     |
| Harry West               | Enniskillen          |       | Ulster Unionist     |

## Changement
- 23 Novembre 1966: Robert Wilson Porter du Ulster Unionist Party est élu au Queen's University en remplacement du MP indépendant Charles Stewart.
- 25 Mai 1967: Michael Keogh du Nationalist Party est élu dans South Down pour remplacer Joseph Connellan.
- 22 Mars 1968: John Brooke du Ulster Unionist Party est élu à Lisnaskea pour remplacer son père, Basil Brooke.
- 16 Mai 1968: Albert Anderson du Ulster Unionist Party est élu dans la City of Londonderry pour remplacer Edward Warburton Jones.
- 6 Novembre 1968: Richard Ferguson du Ulster Unionist Party est élu dans le South Antrim pour remplacer Brian McConnell.